# Alchemilla montana
Alchemilla montana é uma espécie de rosácea do gênero Alchemilla, pertencente à família Rosaceae.